# Kæmpepileurt
Kæmpepileurt (Fallopia sachalinensis), ofte skrevet kæmpe-pileurt, er en op til tre meter høj urt, der vokser langs veje og i krat. Planten kan vandre op til en meter pr. år ved hjælp af rodskud.

## Beskrivelse
Kæmpepileurt er en kraftigt voksende flerårig urt med tueformet vækst. Stænglerne er kraftige, hule og kantet-furede. Bladene er spredte og ægformede med hjerteformet grund og rød midterribbe. De er helrandede med græsgrøn overside og lysegrøn underside. Blomstringen sker i september-oktober, hvor der dannes mangeblomstrede, hængende aks fra de øverste bladhjørner. De enkelte blomster er små og gulgrønne. Frøene er trekantede nødder, men det vides ikke, om de modnes ordentligt i Danmark.
Planten har et meget dybtliggende rodnet, som består af jordstængler og trævlerødder. To tredjedele af biomassen befinder sig under jorden. Planten kan vandre op til en meter pr. år ved hjælp af rodskud. De fleste planter i Danmark er vegetativt formerede, og den spredes både som afskårne stængelstykker og som rodstumper.
Højde x bredde og årlig tilvækst: 2 x 2 m (200 x 20 cm/år).

## Voksested
Det naturlige udbredelsesområde for kæmpepileurt er den sydlige del af halvøen Sachalin, de sydlige Kuriler og de japanske hovedøer, Hokkaido og Honshu. Alle steder optræder de som pionerplanter på fugtige steder langs flodbredder, vejkanter og i andre vådområder. De trives bedst i fuld sol og under køligt-fugtige klimaforhold, men de stiller ikke særlige krav til jordens gødningskraft, og de er pH-tolerante.
I Danmark findes kæmpepileurt hist og her i Østjylland og på Øerne langs veje og vandløb samt i krat og på affaldspladser.

## Advarsel
Selv i sit hjemland kan arten udkonkurrere andre arter, da der ikke findes planteædere eller snyltere, som er specialiserede til at leve af den.
| Portal | Portal:Botanik |